# Cud eucharystyczny

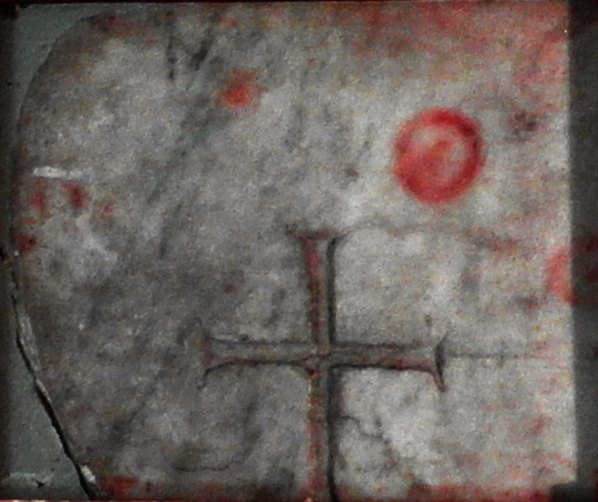
Kamień z pozostałościami krwi z cudu eucharystycznego w Bolsenie w 1263 roku

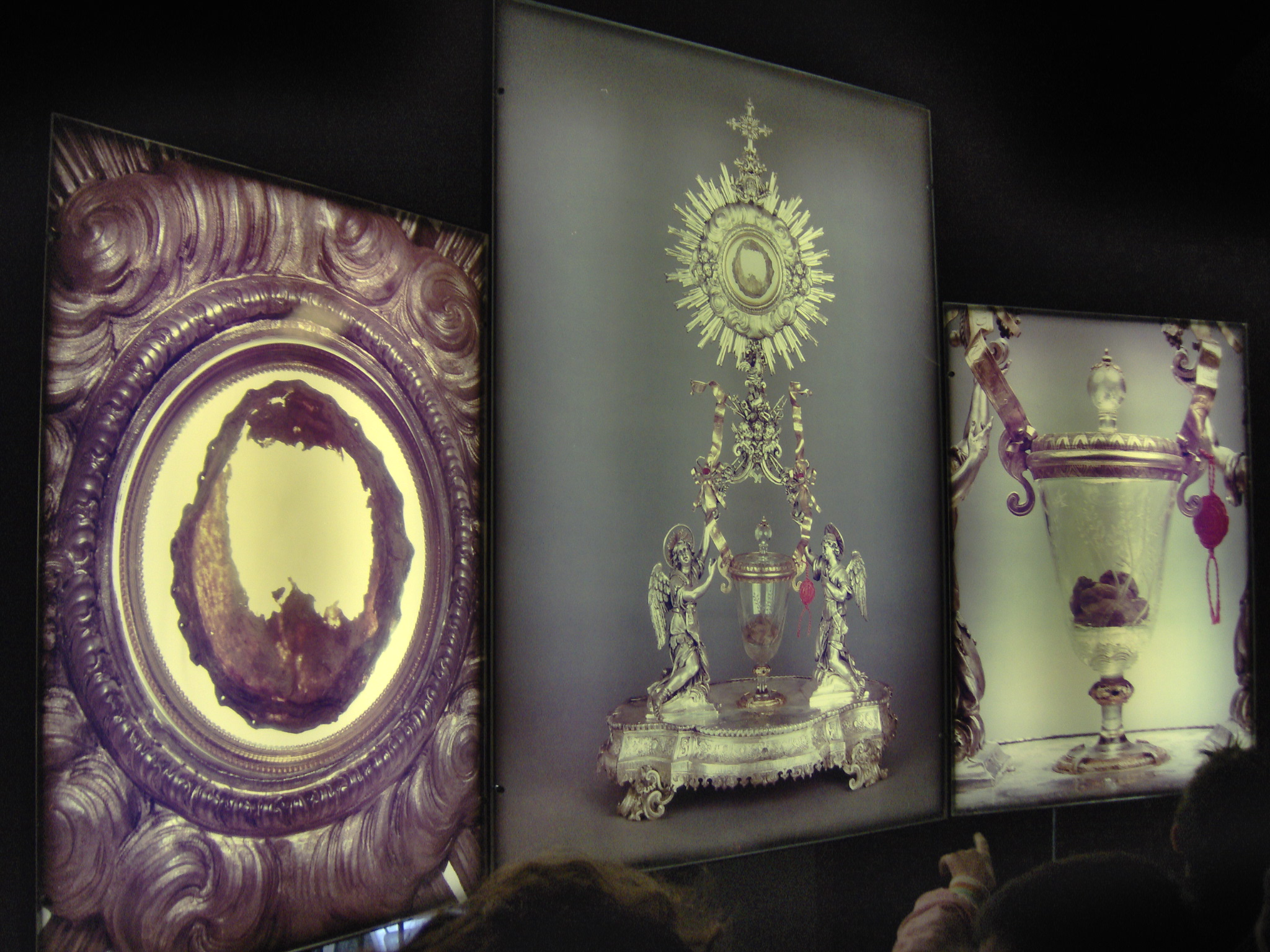
Efekt cudu eucharystycznego w Lanciano

Cud eucharystyczny – zespół zjawisk związanych z sakramentem Eucharystii, uznawanych przez katolików i prawosławnych za nadprzyrodzone.
Dogmat Kościoła katolickiego spisany podczas soboru laterańskiego IV (1215) stwierdza, iż w czasie Eucharystii chleb i wino zamieniają się w rzeczywiste ciało i krew Jezusa Chrystusa (transsubstancjacja). Zdefiniował on filozoficznie wiarę, którą Kościół wyznawał od chwili ostatniej wieczerzy, kiedy Chrystus powiedział: To jest ciało moje [...] to jest moja krew przymierza (Mt 26,26-30; Mk 14,22-25; Łk 22,19-20; 1 Kor 11,23-27).
Udokumentowano około 130 zjawisk uważanych przez katolików i prawosławnych za cuda eucharystyczne.

## Cuda eucharystyczne w Polsce
Za cuda eucharystyczne w Polsce uważa się wydarzenia z Glotowa (1311), Krakowa (1345), Poznania (1399), Bisztynka (1400), Elbląga (1400), Jankowic Rybnickich (1433), Dubna (1867), Sokółki (2008) i Legnicy (2013).

### Cud eucharystyczny w Sokółce (2008)
W drugiej połowie 2008 roku w kościele św. Antoniego w Sokółce doszło do zdarzenia uznawanego przez wiernych za cud eucharystyczny. Kościół oficjalnie nie potwierdził cudu eucharystycznego, a duchowni apelują do wiernych o wstrzemięźliwość w wydawaniu własnych osądów oraz o modlitwę, choć jak zaznaczono, „wydarzenie z Sokółki nie sprzeciwia się wierze Kościoła, a raczej ją potwierdza”.

## Cuda eucharystyczne na świecie
Zjawiska uznawane przez wiernych za cuda eucharystyczne miały miejsce m.in. we Włoszech, Francji, Hiszpanii, Portugalii, Niemczech, Austrii, Czechach, Belgii, Holandii, Argentynie, Meksyku, Wenezueli, Indiach.

### Cud eucharystyczny w Lanciano (730–750)

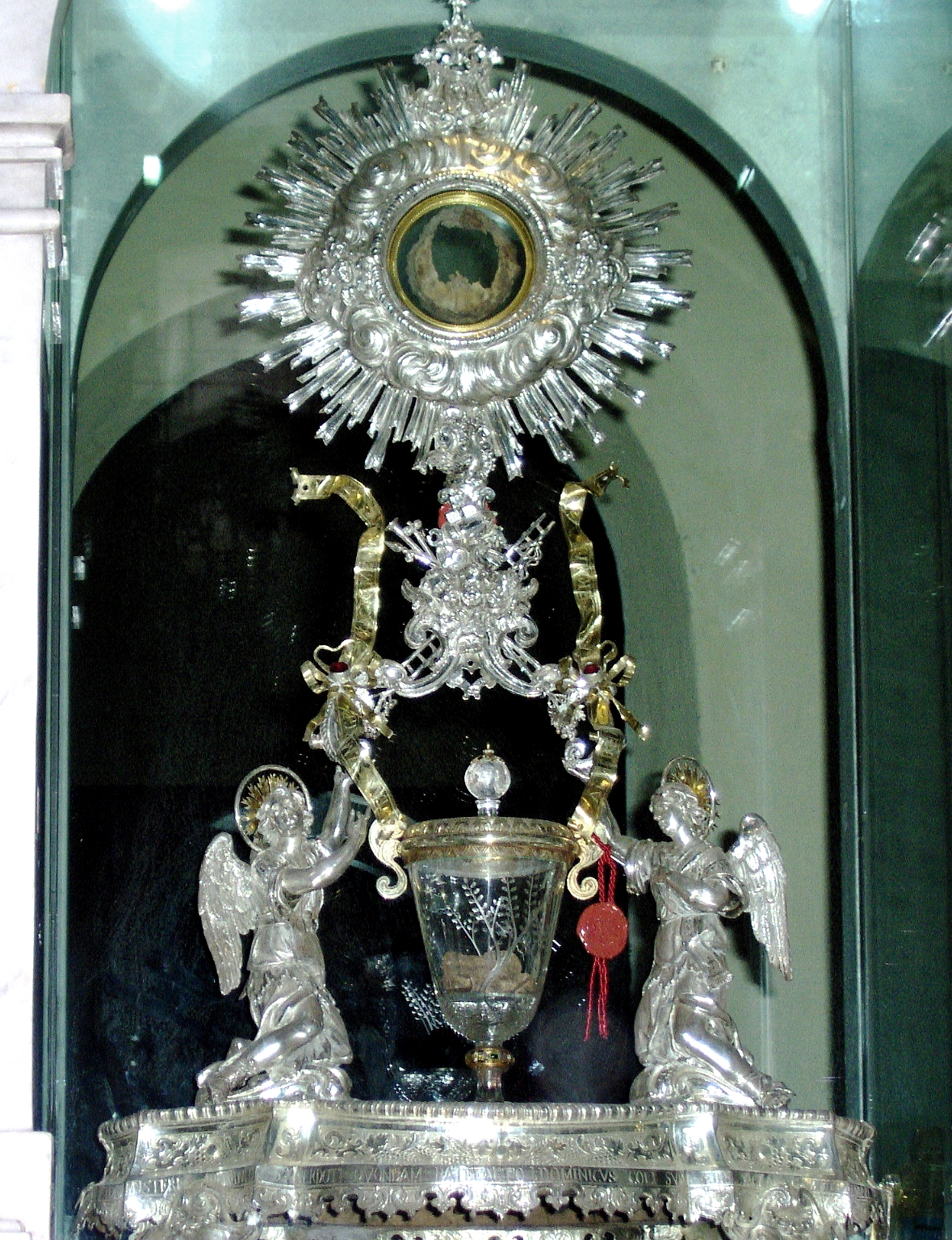
Cud Eucharystyczny z Lanciano

Pierwsze historyczne świadectwa dotyczące cudu eucharystycznego miały miejsce w VIII wieku we włoskim Lanciano. Według tych relacji w klasztorze pod wezwaniem św. Longina kapłan z zakonu św. Bazylego odprawiał mszę św. Często zdarzało mu się wątpić w przeistoczenie i w momencie, kiedy skończył wypowiadanie słów konsekracji, hostia w jego dłoniach przemieniła się w okrągły fragment ciała, a wino w krew. Ciało pozostało nienaruszone, natomiast krew w kielichu zamieniła się w pięć nierównych bryłek, które po uzyskaniu zezwolenia biskupa, zostały zważone. Z owych pomiarów pozostał zapis, według którego ciężar pojedynczej miał być równy ciężarowi pięciu, ciężar dwóch równy ciężarowi trzech, a ciężar najmniejszej bryłki równy ciężarowi największej. Zjawisko to miało powtórzyć się w roku 1574.
Hostię i bryłki krwi pierwotnie umieszczono w relikwiarzu z kości słoniowej, który w roku 1713 został zamieniony na nowy – wykonaną ze złota i kryształu monstrancję. Fragment ciała jest umocowany jak hostia w monstrancji, natomiast bryłki krwi znajdują się w rzeźbionym na kształt kielicha krysztale. Relikwie można oglądać w kościele Św. Franciszka w Lanciano, w otwartym od tyłu tabernakulum, do którego prowadzą specjalnie w tym celu zbudowane schody.
W latach 1970–1971 relikwie przebadał profesor Odoardo Linoli. Badanie wykazało, iż jest to krew człowieka grupy AB, a cząstki ciała to fragment mięśnia sercowego. Obie reprezentują tę samą grupę krwi, co krew znajdująca się na Całunie Turyńskim. Skład krwi odpowiada świeżej krwi ludzkiej. Odkryto również, iż zamoczona w wodzie skrzepła krew na nowo staje się płynną krwią. Badania te dowodzą, że badane relikwie rzeczywiście są pochodzenia ludzkiego.
W 1981 i 1991 roku przeprowadzono kolejne badania naukowe, które potwierdziły wcześniejsze ustalenia. 

### Cud eucharystyczny w Bolsenie i Orvieto (1263)

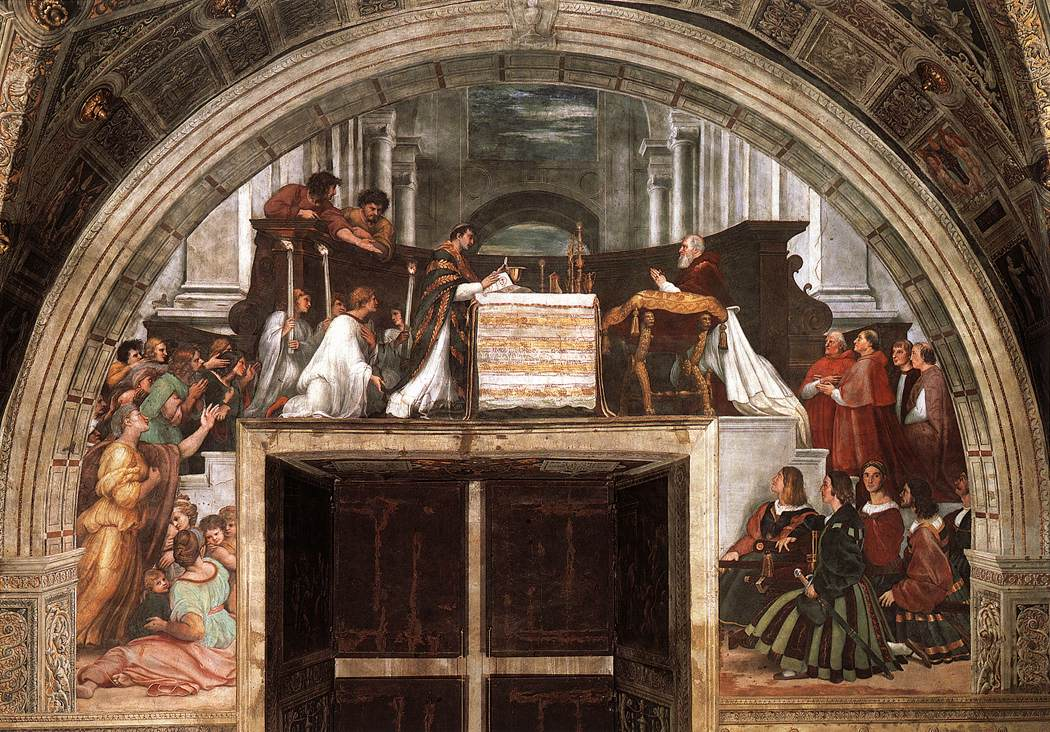
Rafael Santi, Msza bolsneńska

W 1263 pielgrzymujący do Rzymu ksiądz Piotr z Pragi zatrzymał się w Bolsenie. W czasie odprawiania mszy hostia w jego rękach zaczęła krwawić. Natychmiast pokazał to przebywającemu w Orvieto papieżowi
Urbanowi IV, który ogłosił, iż miał miejsce cud eucharystyczny. Wpłynęło to na ogłoszenie w 1264 nowego święta: Święta Ciała i Krwi Pańskiej („Bożego Ciała”).
Z XIV wieku pochodzi najwięcej relacji związanych z cudami eucharystycznymi (m.in. cud w Blanot we Francji w 1331 roku, cud w Amsterdamie w 1345 roku).

### Cud eucharystyczny w Sienie (1330)

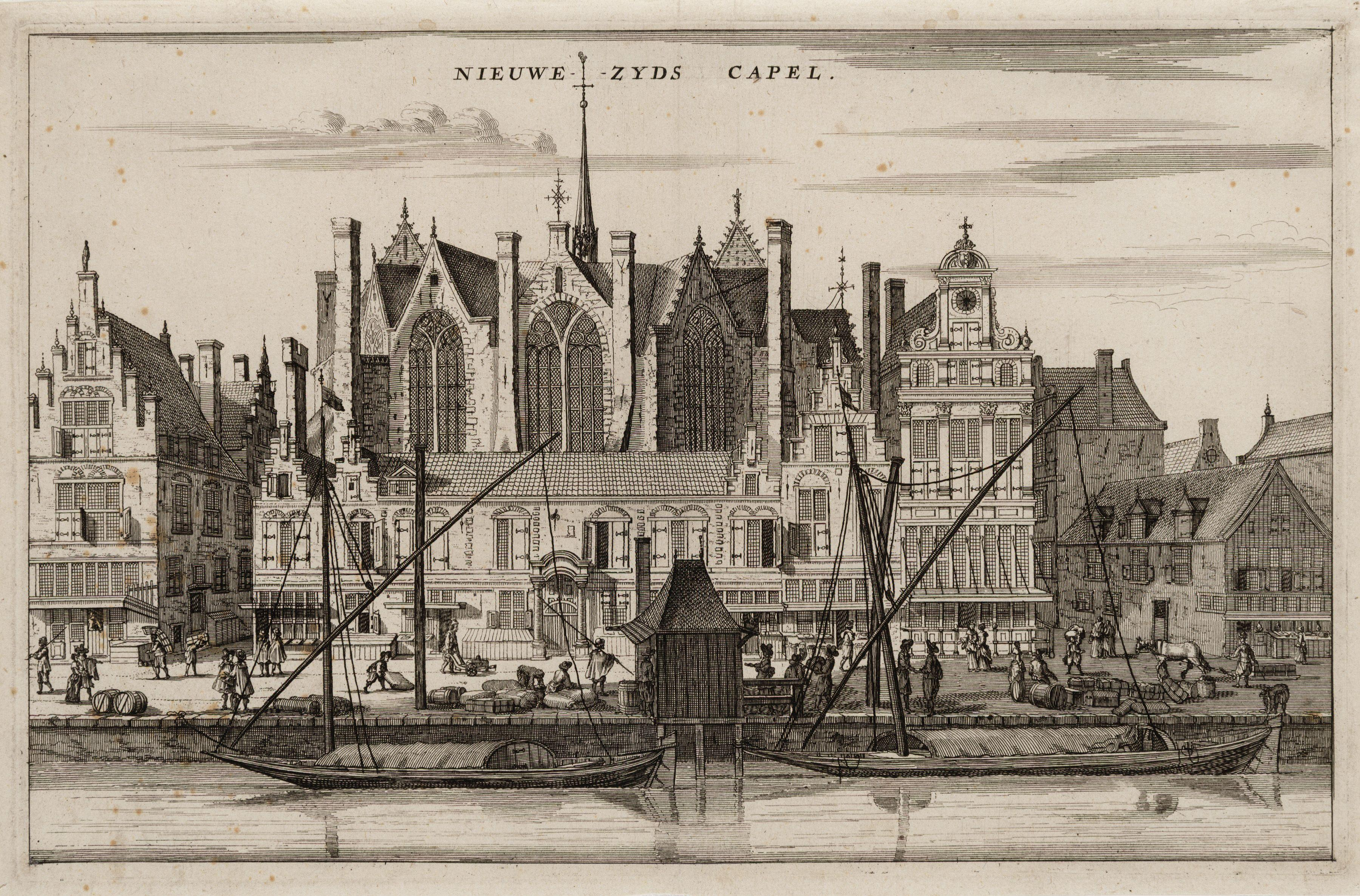
Kaplica Heilige Stede w Amsterdamie w 1663, gdzie przechowywano cudowną hostię

Pewnego dnia 1330 roku, ksiądz ze Sieny wezwany został do ciężko chorego, mieszkającego na przedmieściu człowieka. Po wyjęciu w hostii z tabernakulum, kapłan z pośpiechu nie schował jej w pudełeczku, lecz włożył między stronice brewiarza i podążył do chorego.
Kapłan relacjonował że gdy po modlitwach nadeszła chwila udzielenia Komunii Świętej odkrył on, że wokół hostii utworzyła się plama krwi. Zachowując całkowitą tajemnicę wrócił z brewiarzem do miasta i udał się do zakonnika z zakonu św. Augustyna, ojca Szymona Fidati. Kapłan dokonał katolickiego sakramentu pokuty i przekazał brewiarz w ręce zakonnika.
Po jakimś czasie ojciec Fidati przekazał jedną z zakrwawionych kartek brewiarza, w charakterze relikwii, do klasztoru Augustianów w Perugii. Niestety, zaginęła ona w czasie prześladowań Kościoła w 1866 roku. Druga kartka złożona została w srebrnym naczyniu i przewieziona do rodzinnego miasta ojca Fidati – Cascii. Księga miejska z 1387 roku – przechowywana w archiwach miasta – zawiera szczegółowy opis dorocznego święta Corpus Domini (Bożego Ciała), gdzie mieszkańcy miasta zbierali się w kościele, by uczcić relikwię w uroczystej mszy i procesji eucharystycznej. Ponadto miasto zakupywało na tę uroczystość specjalną kilkukilogramową świecę. Po śmierci ojca Fidati, papież Grzegorz XVI zaliczył go w poczet błogosławionych i zatwierdził mszę ku jego czci.
Cud ten był również czczony przez papieża Bonifacego IX, który, w dniu 10 stycznia 1401 roku, ogłosił specjalną bullę, zatwierdzającą hołd oddawany cudownej hostii i udzielającą przywileju częściowego odpustu dla wiernych odwiedzających kościół św. Augustyna w dniu Bożego Ciała.
Kilka lat później, 7 czerwca 1408 roku, również papież Grzegorz VII zatwierdził cześć relikwi i dodał nowe przywileje odpustowe. Hostia była również czczona przez papieży Sykstusa IV, Innocentego XIII, Klemensa XII i Piusa VII.
W 1962 roku święte relikwie poddano badaniom. Kartka brewiarza pokryta krwią ma wymiar 52 × 44 milimetry; średnica krwawej plamy wynosi 40 mm. Kolor krwi określono jako lekko brązowy, lecz badany pod szkłem powiększającym okazuje się on bardziej czerwony; cząstki skrzepniętej krwi były także wyraźnie widoczne. Relikwie zachowały się w niezmienionym stanie do dzisiejszego dnia.

### Cud eucharystyczny w Amsterdamie (1345)
15 marca 1345 umierający mężczyzna w domu przy Kalverstraat w Amsterdamie przyjął konsekrowaną hostię, jednak po pewnym czasie ją zwymiotował. Zgodnie z przepisami kościelnymi tę zwróconą hostię wrzucono do ognia, płonącego w kominku. Następnego dnia okazało się, że hostia nie spłonęła. Ponadto tradycja podaje, ze pomimo dwukrotnego przenoszenia hostii do kościoła Oude Kerk, hostia dwukrotnie pojawiała się z powrotem w domu mężczyzny . Uznano to za cud, a dom przekształcono w sanktuarium – kaplicę Heilige Stede, która stała się popularnym celem pielgrzymkowym i miejscem uroczystych procesji. Kult ten zakończył się w 1578, gdy władze miejskie przyjęły kalwinizm, a katolicyzm został zakazany. Po ponownej legalizacji katolicyzmu w XIX wieku kult odrodził się i znowu zaczęto w tym miejscu organizować masowe procesje (tzw. Stille Omgang), które do dzisiaj gromadzą tysiące uczestników.

### Cud eucharystyczny w Maceracie (1356)

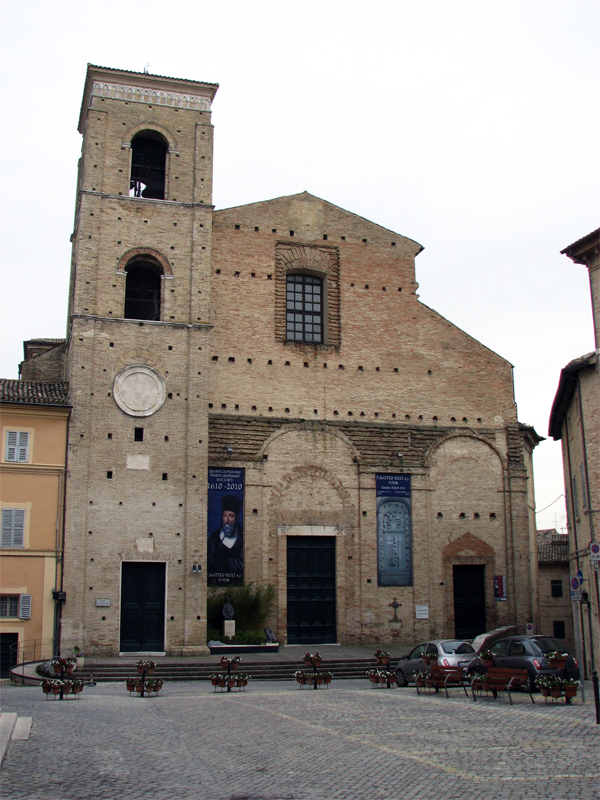
Katedra w Maceracie, gdzie przechowywany jest puryfikaterz, relikwia cudu

Wydarzenie miało miejsce 25 kwietnia 1356 w kościele św. Katarzyny pod Maceratą. Kapłan wątpiący w realną obecność Chrystusa w konsekrowanej hostii odprawiał mszę św. W momencie gdy wypowiadał słowa rytu przeistoczenia z hostii trysnęła krew, która miała ścieknąć do kielicha i na puryfikaterz.
Ksiądz, którego imię i pochodzenie nie są już dzisiaj wiadome, opisał wydarzenie biskupowi Mikołajowi z San Martino. Purpurat otworzył oficjalny proces sprawdzający prawdziwość cudu. Do naszych czasów zachował się puryfikaterz z przyszytym z boku fragmentem pergaminu z łacińskim napisem: „Hic fuit aspersus sanguis D.N.J.C. de Calice, die XXV mensis aprilis anno Domini 1356”.
Relikwia przechowywana jest w katedrze św. Juliana Szpitalnika w Maceracie. Wystawiana jest na widok publiczny z okazji uroczystości Bożego Ciała.

### Cud eucharystyczny w Buenos Aires (1996)

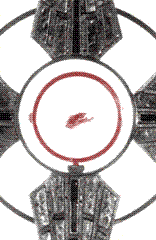
Monstrancja z tkanką serca Buenos Aires

To wydarzenie miało miejsce 18 sierpnia 1996 roku w kościele parafialnym Santa María w Buenos Aires. Księdzu Alejandro Pezecie po skończeniu odprawiania mszy św., powiedziano, że na podłodze tego kościoła leży porzucona hostia. Duchowny zgodnie z przepisem liturgicznym, włożył hostię do vasculum – małego naczynia z wodą, stojącego zwykle przy tabernakulum, służącego kapłanowi do obmycia palców po udzielaniu Komunii świętej i całość włożył do tabernakulum. Po kilku dniach zauważył, że hostia w tabernakulum zmieniła się w jakąś krwistą substancję, która w ciągu następnych kilku dni jeszcze się powiększyła.
W 1999 r. ówczesny arcybiskup Buenos Aires, kard. Jorge Mario Bergoglio (późniejszy papież Franciszek) zlecił wykonanie badań naukowych. W dniu 5 października 1999 w obecności przedstawicieli kardynała dr Castanon pobrał próbkę, którą następnie przesłano do naukowców w Nowym Jorku. Celowo nie poinformowano ich, skąd pochodzi. Dr Frederick Zugibe, patolog z Rockland County w stanie Nowy Jork stwierdził, że substancja jest prawdziwym ludzkim ciałem i krwią, w której obecne jest DNA. Oświadczył: „badany materiał jest fragmentem mięśnia sercowego znajdującego się w ścianie lewej komory serca, z okolicy zastawek. Ten mięsień jest odpowiedzialny za skurcze serca. (...) Mięsień sercowy jest w stanie zapalnym, znajduje się w nim wiele białych ciałek. Wskazuje to na fakt, że serce żyło w chwili pobierania wycinka (...). Co więcej, te białe ciałka wniknęły w tkankę, co wskazuje na fakt że to serce cierpiało – np. jak ktoś, kto był ciężko bity w okolicach klatki piersiowej”.
Dr Frederick Zugibe dodał, że w takich warunkach białe ciałka przestałyby istnieć po kilku minutach. Wtedy wyjawiono mu prawdę, skąd owa próbka pochodzi. Wtedy dr Zugibe powiedział: „W jaki sposób i dlaczego konsekrowana hostia mogła zmienić swój charakter i stać się ludzkim żyjącym ciałem i krwią, pozostanie dla nauki nierozwiązalną tajemnicą, która całkowicie przerasta jej kompetencje”.

### Cud eucharystyczny w Guadalajarze (2013)
Cud wydarzył się 24 lipca 2013 w Meksyku w parafii Matki Boskiej w kolonii Jardines de la Paz, kiedy to ksiądz Jose Dolores Castellanos Gudino zobaczył na konsekrowanej Hostii krew.
Świadkami tego wydarzenia było tysiące wiernych katolików. Cud jeszcze nie został potwierdzony, jest badany przez naukowców.